# Distrito Histórico de Pekin Street
El Distrito Histórico de Pekin Street es un distrito histórico residencial ubicado en la ciudad Providence, la capital del estado de Rhode Island (Estados Unidos). Está delimitado por las calles Pekin y Candace, las avenidas Douglas y Chalkstone 

## Descripción e historia
Es un barrio bien conservado y densamente construido de viviendas de clase trabajadora, construido casi en su totalidad entre 1870 y 1910. La mayoría de las estructuras son unidades de dos o tres familias, predominando las de dos familias entre los edificios más antiguos y las de tres pisos entre los últimos. Los edificios generalmente están ubicados en lotes angostos con pequeños patios. Las principales carreteras de norte a sur del distrito son las calles Pekin y Candace, que están unidas por varias calles transversales.
El distrito fue incluido en el Registro Nacional de Lugares Históricos en 1984.